# Chiesa di San Sebastiano (Cento)
La chiesa di San Sebastiano è la parrocchiale di Renazzo, frazione di Cento in provincia di Ferrara. Appartiene al vicariato di Cento dell'arcidiocesi di Bologna e risale al XIV secolo. Ha subito gravi danni durante il terremoto dell'Emilia del 2012.

## Storia

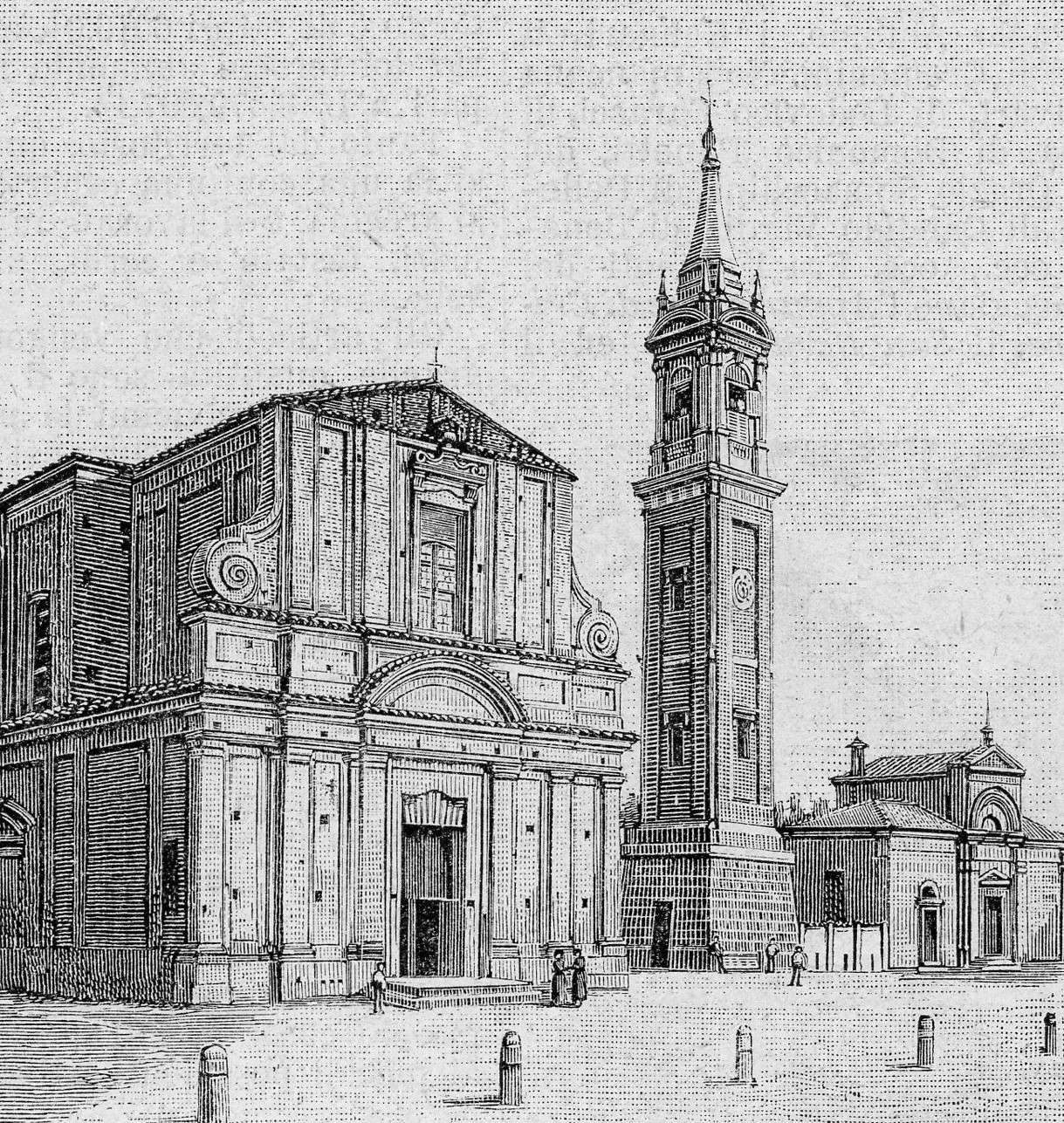
Chiesa di San Sebastiano in una xilografia di fine Ottocento

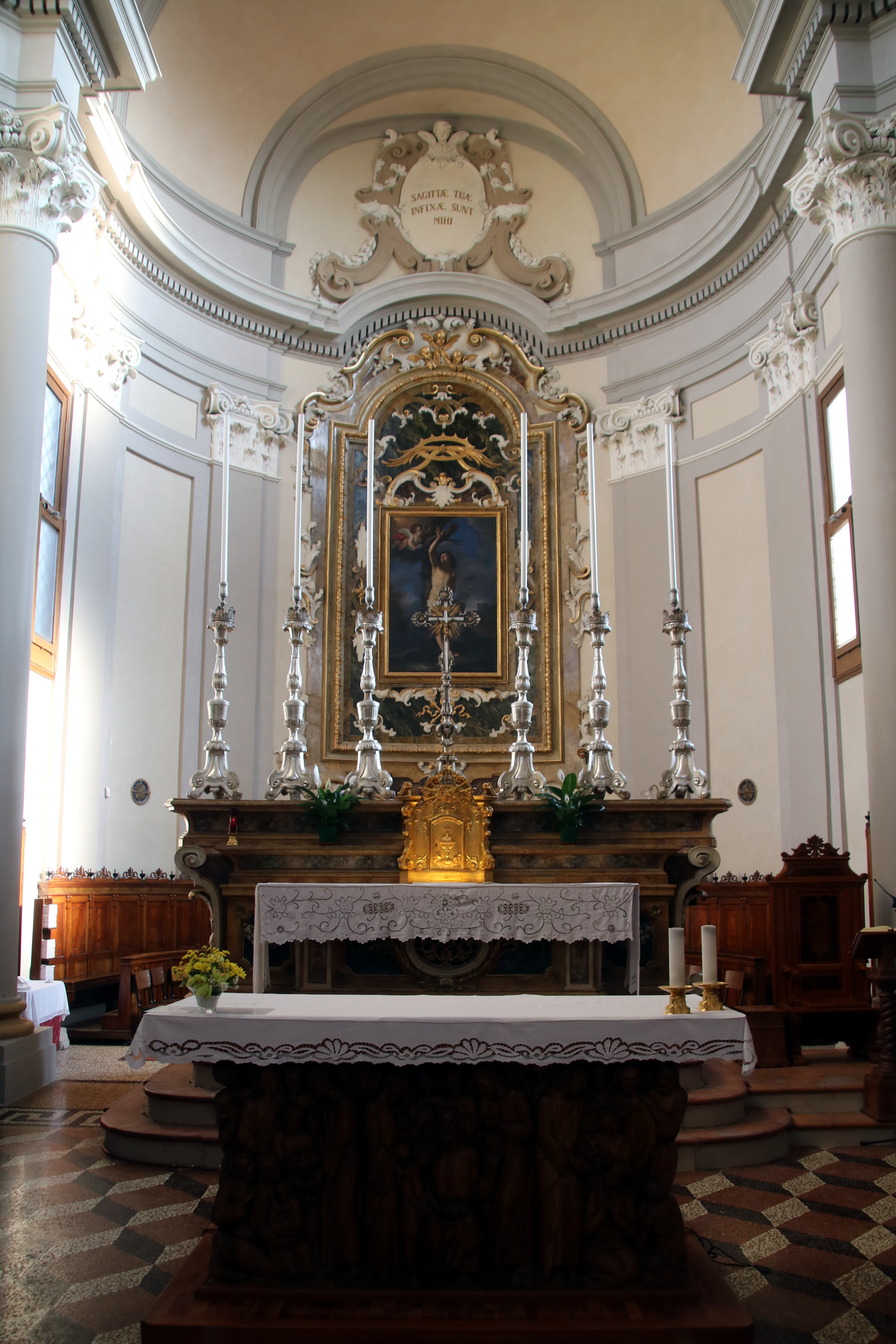
Presbiterio con altare postconciliare installato in seguito all'adeguamento liturgico.

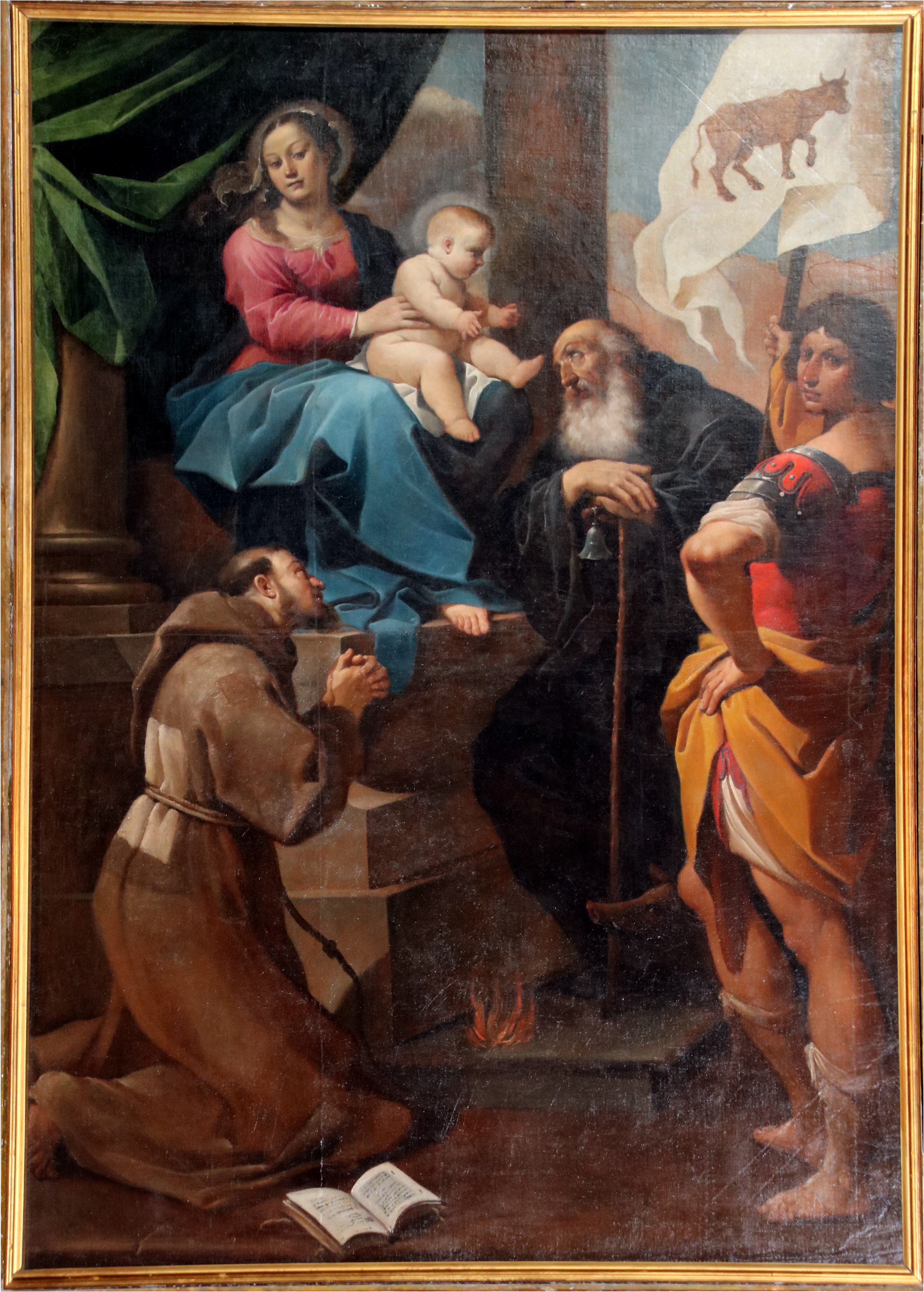
Madonna col Bambino in trono e i Santi Francesco, Antonio Abate e Bovo, opera di Giovanni Francesco Barbieri detto il Guercino

Fu edificata a Renazzo nel XIV secolo. Inizialmente, la chiesa era dedicata a San Giacomo, e dipendente dalla chiesa di Pieve di Cento. La successiva dedicazione a San Sebastiano avvenne come voto per la cessazione di una pestilenza. Nel 1489 venne elevata a dignità parrocchiale per disposizione dell'allora vescovo di Bologna Giuliano della Rovere (poi papa Giulio II).
Della prima chiesa si hanno poche notizie certe, se non alcune brevi descrizioni, conservate nell’archivio parrocchiale, dei suoi arredi e affreschi, alcuni del Guercino, oggi andati perduti. Analizzando alcune missive precedenti al restauro, fra il parroco di allora e la curia bolognese, anch’esse conservate in archivio, la si può descrivere come una tipica chiesa medievale, in sasso e mattone, col soffitto a capriate lignee e dotata di un piccolo campanile a ridosso della struttura stessa.
Attorno al 1729 l'edificio venne restaurato ma meno di vent'anni dopo si decise la sua completa ricostruzione. I lavori iniziarono nel 1745 su progetto di Carlo Francesco Dotti e nel 1754 furono conclusi. Lavori in larga parte pagati da tassazioni decise per volontà dei cittadini renazzesi. La struttura venne edificata al fianco di quella vecchia, non demolita immediatamente, ma gradualmente, per poter continuare ad utilizzarla prima che fosse terminata la nuova chiesa. Parte dei materiali edili ricavati dalla demolizione servirono per le fondamenta del nuovo edificio.  La torre campanaria venne eretta solo nel 1793 e il suo progetto venne affidato ad Angelo Venturoli.
La solenne consacrazione venne celebrata il 26 settembre 1819. Dopo la metà del secolo fu necessario realizzare interventi di restauro che riguardarono il rifacimento della tinteggiatura e la pavimentazione.
Tra il 1931 e il 1937 venne completata la facciata e la sala venne dotata di una nuova pavimentazione. Negli anni ottanta fu necessario rivedere la copertura del tetto e con l'occasione venne ritinteggiata anche la facciata.
Durante il terremoto dell'Emilia del 2012 l'edificio ha subito vari danni. I lavori per la messa in sicurezza e il ripristino sono stati ultimati nel 2018. La riapertura al culto è avvenuta il 2 settembre 2018.

## Descrizione

### Esterno
Il complesso, che si trova nel centro dell'abitato di Renazzo, è composto dalla chiesa, dalla canonica, dalla sacrestia e da spazi parrocchiali. L'orientamento della chiesa è verso est. Il sagrato è pavimentato in porfido. Il prospetto principale, disposto su due ordini con paraste ornamentali, è intonacato e di colore rosso mattone. Il portale di accesso architravato si trova all'interno di una cornice formata da paraste e arco curvilineo. Al centro dell'ordine superiore una grande finestra rettangolare. La torre campanaria si alza sulla sinistra, verso sud, ed è staccata dal corpo della chiesa.

### Interno
La navata interna è unica con cappelle laterali, tre per ogni lato della sala.
Di grande valore artistico alcune opere conservate nella chiesa, che sono state asportate durante i lavori di ripristino post sisma e che sono poi state riportate nella loro sede, come il Miracolo di San Carlo Borromeo che ridona la vista a un bambino nato cieco, la Madonna col Bambino in trono e i santi Francesco, Antonio abate e Bovo e la Madonna col Bambino in gloria con san Pancrazio e una santa monaca del Guercino.